# Щельпино
Щельпино — деревня в Воскресенском муниципальном районе Московской области. Входит в состав сельского поселения Ашитковское. Население — 528 чел. (2010).

## География
Деревня Щельпино расположена в северной части Воскресенского района, примерно в 11 км к северу от города Воскресенска. Высота над уровнем моря 117 м. Рядом с деревней протекает река Нерская. В деревне 5 улиц. Ближайший населённый пункт — село Ашитково.

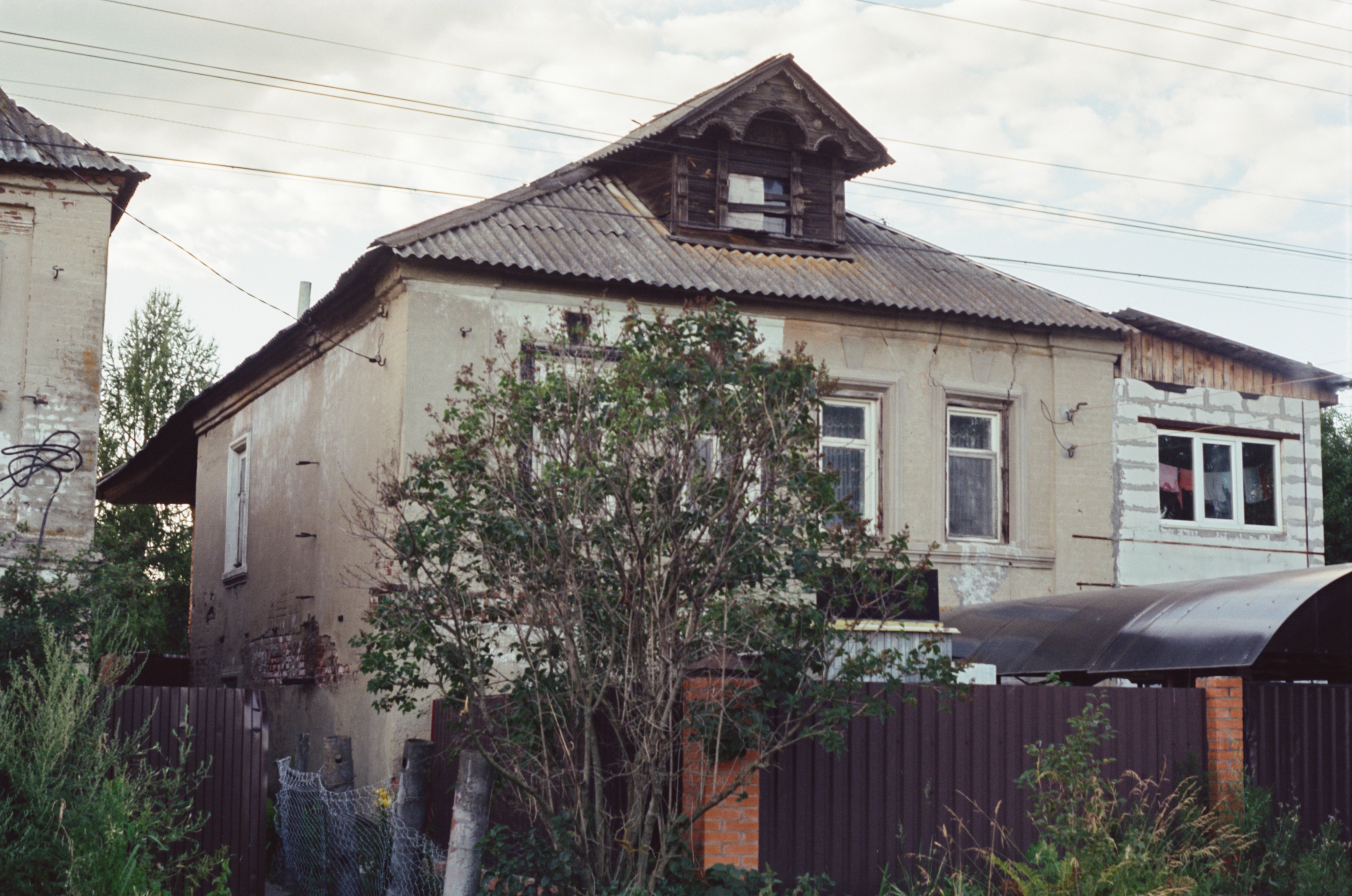
Кирпичные дома в деревне Щельпино

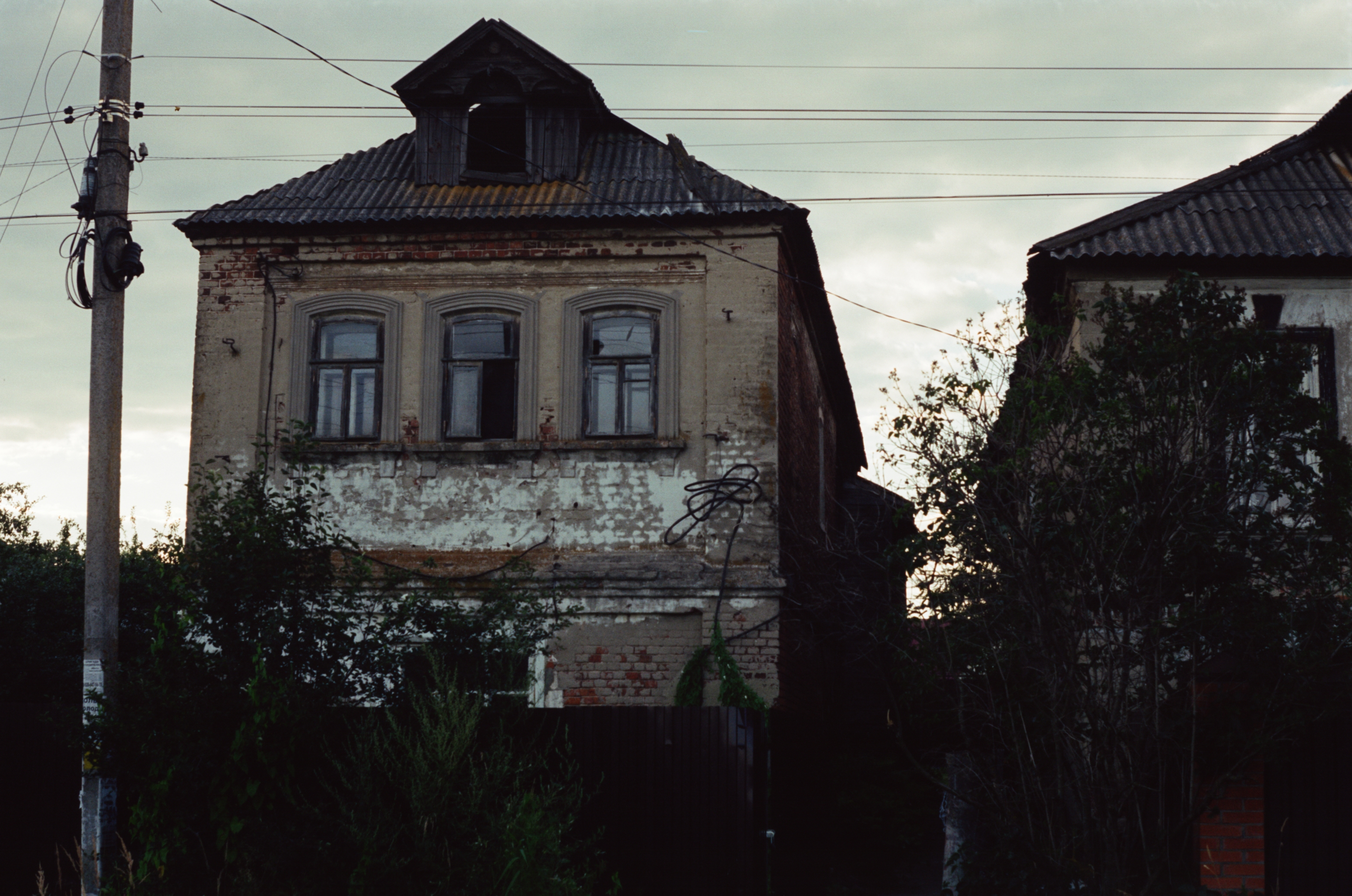
Кирпичные дома в деревне Щельпино

## История
В 1926 году деревня являлась центром Щельпинского сельсовета Ашитковской волости Бронницкого уезда Московской губернии.
С 1929 года — населённый пункт в составе Ашитковского района Коломенского округа Московской области, с 1930-го, в связи с упразднением округа и переименованием района — в составе Виноградовского района Московской области. В 1957 году, после того как был упразднён Виноградовский район, деревня была передана в Воскресенский район.
До муниципальной реформы 2006 года Щельпино входило в состав Ашитковского сельского округа Воскресенского района.

## Население
В 1926 году в деревне проживало 1297 человек (577 мужчин, 720 женщин), насчитывалось 262 хозяйства, из которых 255 было крестьянских. По переписи 2002 года — 548 человек (231 мужчина, 317 женщин).
| 1926 | 2002 | 2010 |
| ---- | ---- | ---- |
| 1297 | ↘548 | ↘528 |